# Publius Egnatius Celer
Publius Egnatius Celer (1. század) római filozófus
Nero idejében élt, a sztoikus filozófiai irányzat követője, a hízelgő ember kiváló mintaképe volt. Barea Solanus ellen, aki tanítványa és barátja volt, vádlóként lépett fel, mire ez utóbbit száműzetésre ítélték. Később Vespasianus alatt egy feljelentés alapján ő is hasonló sorsban részesült. Munkái nem maradtak fenn.